# Meineid (1929)
Meineid ist ein deutsches Stummfilmdrama aus dem Jahr 1929 von Georg Jacoby.

## Handlung
Adolf Sperber leitet ein wenig einträgliches Varietéunternehmen. Er ist mit der gutmütigen Inge Sperber verheiratet, mit der er ein Kind hat, und betrügt sie zugleich mit der Tänzerin Daisy Storm. Sperber möchte aus seiner noch jungen Tochter Else, genannt Elschen, die nur ein leidliches Tanztalent besitzt, unbedingt einen Star in seinem Etablissement machen. Er hofft, eines Tages viel Geld mit ihr zu verdienen. Inge sieht diese Mischung aus Ehrgeiz und Skrupellosigkeit Adolfs, begangen an einem noch nicht entscheidungsfähigen Kind, als einen schweren Missbrauch an und versucht, Elschen davor zu schützen. Inge möchte nicht, dass die Tochter ihrer sorglosen Kindheit beraubt wird. Da ihr Gatte jedoch völlig uneinsichtig ist, greift sie zu dem aus ihrer Sicht letztmöglichen Mittel: sie überzeugt den jungen, ihr ergebenen Kunstmaler Karl Fenn davon, die Entführung von Else vorzutäuschen, um sie dem weiteren Zugriff des Vaters zu entziehen. Als Adolf Sperber von dem Plan erfährt, zeigt er beide an, und Inge Sperber und ihr Bekannter müssen sich für ihre bislang unbewiesene Tat vor Gericht verantworten.
Im Prozess behauptet Inge Sperber unter Eid, dass sie nicht wisse, wo ihr Kind sei. Fenn hingegen, deutlich weniger nervenstark, knickt recht bald vor dem Richter ein und gesteht, dass sich das Kind bei ihm aufhalte und dass er mit Inge unter einer Decke stecke. Daraufhin verurteilt das Gericht die Mutter zu einem Jahr Zuchthaus wegen Meineids. Als wäre dies nicht schon genug, wird Inge auch noch schuldig geschieden und Else dem Vater zugesprochen. Adolf Sperber kann nun all seine Pläne verwirklichen. Er heiratet seine Liebschaft Daisy und zwingt Elschen unter der Tänzerin ein hartes Ausbildungsprogramm auf, nur um später seinen Reichtum zu mehren. Anschließend muss seine Tochter auf Tanztourneen ihr Können zeigen und verausgabt sich bis zur totalen Erschöpfung. Karl Fenn erkennt nun, wie sehr ihn dieses Rechtssystem mit seiner wahrheitsgemäßen Aussage dazu getrieben hat, einer schrecklichen Fehlentwicklung Vorschub zu leisten und entschließt sich daraufhin, seinen „Fehler“ wieder gutzumachen und den skrupellosen Adolf Sperber zu ermorden. Erst jetzt hat das Martyrium der kleinen Else ein Ende, und sie darf zu ihrer inzwischen aus dem Gefängnis entlassenen Mutter zurückkehren. Fenn hingegen muss für lange Zeit hinter Gitter.

## Produktionsnotizen

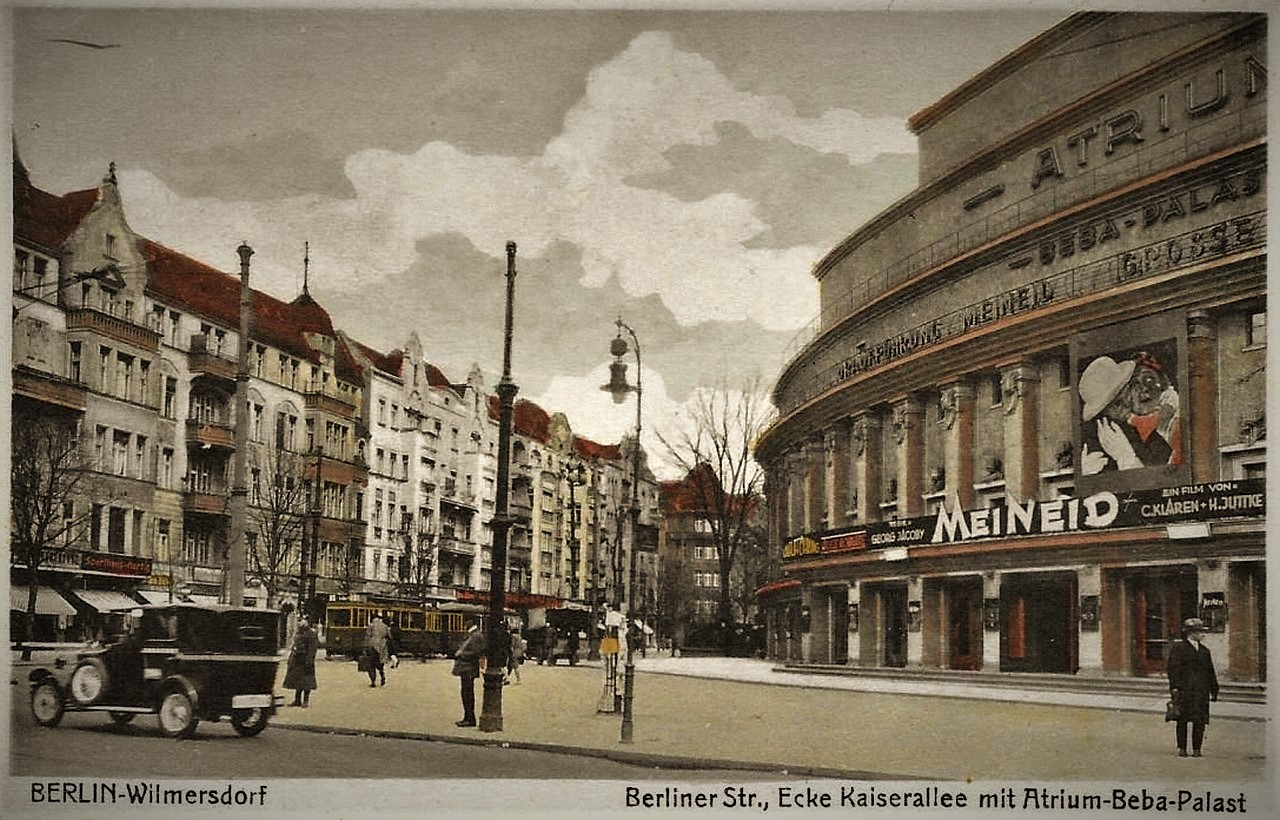
Der Film „Meineid“ im Berlin-Wilmersdorf Atrium (Ansichtskarte von 1929)

Meineid, oftmals versehen mit dem polemisch gehaltenen Untertitel Ein Paragraph, der Menschen tötet, entstand im Februar/März 1929 im Filmatelier in Staaken, passierte die Filmzensur am 19. April 1929 und wurde mit Jugendverbot belegt. Der Sechsakter mit einer Länge von 2286 Metern (nach Kürzungen: 2156 Meter) wurde am 26. April 1929 im Atrium und Primus-Palast uraufgeführt.
Die Produktionsleitung hatten Georg C. Horsetzky und Leo Meyer, die Filmbauten schuf Andrej Andrejew. Walter Zeiske war einer von zwei Aufnahmeleitern.

## Kritiken
„Ein Tendenzfilm also. In den Voraussetzungen ein bißchen schief, ein bißchen ungenau, nicht sehr typisch. Aber doch ein Film, zu dem man von Herzen ‚Ja‘ sagt. Weil er auf einen der wundesten und schwierigsten Punkte des Rechtslebens mit mutigem Ernst und unpathetischer Schärfe hinweist. Weil er in seiner Gesinnung klar und reinlich ist; weil er die Gefahr, ins Kitschig-Sentimentale auszugleiten, fast immer überwindet. Er treibt keine theatralische Anklägerei, er ist gerade an den entscheidenden Stellen, vor allem auch zum Schluß, von einer vorbildlichen, sachlichen Einfachheit … Georg Jacoby führt sehr sorgfältig und mit viel Takt die Regie. Von der Darstellung ist Franz Lederer zuerst zu nennen; er gibt hier die disziplinierteste, lebendigste, stärkste Leistung. Alice Roberte [sic!] ist diesmal erfreulich sparsam in ihren Mitteln, während der interessante Miles Manders [sic!] einen Bösewicht ein wenig zu scharf charakterisiert.“

„Man wünscht mit der starken Stimme dieses stummen Films gegen den Meineid-Paragraphen zu protestieren und konstruiert also einen Fall, der die denkbarste Unmenschlichkeit dieses Paragraphen erweist. Der Fall ist kraß, aber möglich, und er wird durch ein kinohaftes Schein-happy-end nicht entkräftet, wenn der Freund den Rabenvater erschlägt und das Kind der Mutter zurückgibt. Der Fall mag krass sein, er wirkt durchaus glaubhaft und nicht im üblen Sinne tendenziös. Georg Jacoby, der Regisseur, ist zum ersten Mal wahrhaft zurückhaltend. Nicht von Kitsch, trotzdem ein Kind die Herzen zu rühren hat. Dies Kind heißt Inge Landgut, seine Begabung ist unleugbar… Die Mutter ist Alice Roberte [sic !], blond, blaß, von einer eminenten Gabe des Ausdrucks, dabei ohne schauspielerische Allüren, ganz ausgezeichnet. (…) Gutes Spiel, gute Regie, eine sehenswerte deutsche Arbeit.“

„Der Film hat sich in der Tendenz vergriffen. Statt Stellung gegen den Mißbrauch der väterlichen Gewalt zu nehmen, statt hier nach dem verstärkten Schutze der Gesetze zu rufen, ergeht man sich unter bewußter Außerachtlassung der dem Schutz von Mutter und Kind dienenden gesetzlichen Bestimmungen in einer Polemik gegen den Meineid als solchen. Man sollte den Meineid heute im Zeitalter der en gros geschworenen Falscheide nicht mit einer Gloriole umgeben und damit an sich laxe Moralanschauungen nicht noch mehr erschüttern.“